# Salmo 85

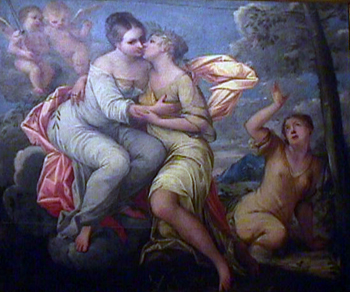
Justitia et pax (Justicia y paz), de autor anónimo

El Salmo 85 es el salmo número 85 del Libro de los Salmos, uno de una serie de salmos atribuidos a los hijos de Coré. En el inglés de la King James Version, este salmo comienza: «Señor, has sido favorable a tu tierra». En el sistema de numeración ligeramente diferente utilizado en las traducciones griega Septuaginta y latina Vulgata de la Biblia, este salmo es Salmo 84'. En latín, se conoce como «Benedixisti Domine terram tuam». En el judaísmo, se denomina «salmo de los exiliados retornados». La Biblia de Jerusalén lo describe como una «oración por la paz».
El salmo forma parte habitual de la historia judía, la Iglesia católica, el luteranismo, el anglicanismo y otras liturgias protestantes. Se ha parafraseado en himnos y se le ha puesto música. Su imagen de Justice and Peace besándose en el Versículo 10  («justicia y paz» en versiones como la New International Version) fue un tema popular en obras de arte desde la Edad Media hasta el siglo XVIII.

## Antecedentes y temas
Aunque el superíndice atribuye este salmo a los hijos de Coré, los comentaristas cristianos no se ponen de acuerdo sobre la época en que fue escrito. Una sugerencia es que fue escrito a finales del reinado de Saúl. Alexander Maclaren postula que el escenario del Salmo 85 corresponde a la descripción del Libro de Nehemías en el que sólo una parte de la nación judía había regresado del cautiverio babilónico. Volvieron «a una ciudad en ruinas, a un Templo caído y a una tierra enlutada, donde estaban rodeados de enemigos celosos y poderosos».
Según los comentaristas judíos, los hijos de Coré están hablando proféticamente sobre la conclusión del exilio babilónico. Rezan para que Dios también devuelva al pueblo judío de su actual exilio y aleje totalmente su ira de ellos. La imagen de la bondad y la verdad «encontrándose» alude a la interrelación entre la verdad de Israel y la justicia de Dios. Cuando Israel se adhiera a la verdad, Dios responderá con justicia; enviará lluvia para producir cosechas abundantes. La International Standard Bible Encyclopedia también interpreta el «beso» compartido por la Justicia y la Paz (en la traducción de la RV) como la unión espiritual de «Dios inclinándose desde el cielo para encontrarse con la tierra y la tierra regocijándose hacia Él, anunciando la gloria de la salvación para el pueblo». 
Según el Midrash Tehillim, la tierra a la que se refiere este salmo es la Tierra de Israel, de la que la Escritura dice: «Tierra que el Señor tu Dios cuida; los ojos del Señor tu Dios están siempre sobre ella» (he). Dios espera que el pueblo judío cumpla los mitzvot (mandamientos bíblicos) asociados con la Tierra - como diezmar las cosechas y observar el Shmita (año sabático) y el Yovel (año jubilar) - y cuando lo hagan, tanto ellos como la tierra encontrarán favor a los ojos de Dios. 
Juan Calvino resume el mensaje del Salmo 85 de la siguiente manera. Después de que el pueblo de Dios regresara del cautiverio babilónico sufría nuevas aflicciones. La voz del pueblo en el salmo clama a Dios por su liberación por tres motivos: en primer lugar, como una continuación de la gracia de Dios al traer al pueblo de vuelta del cautiverio; en segundo lugar, en vista del largo período de su sufrimiento; y, por último, con esperanza y confianza en las promesas de Dios de bendición. En este último punto, Calvino conecta la restauración de Israel con el futuro reino de Cristo.

### ¿Besar o luchar?
La imagen de «Justicia y Paz besándose» (según la traducción de la KJV; צֶ֖דֶק וְשָׁל֣וֹם נָשָֽׁקוּ tseḏeq wə-šālōm nāšāqū) se convirtió en un tema popular para obras de arte desde la Edad Media hasta el siglo XVIII. Sin embargo, la raíz hebrea n-š-q (נשק) tiene varias traducciones, entre ellas «beso», «lucha» y «peleado entre sí». Según Eder, la palabra describe un tipo de contacto dinámico, ya sea positivo o negativo.
El Midrash entiende esta interacción en un contexto turbulento, relacionándola con Dios tomando consejo con Sus ángeles ministradores sobre si crear o no al primer hombre. El Midrash afirma:
Rabí Simón dijo: «Cuando el Santo, bendito sea, vino a crear a Adán, los ángeles ministradores se formaron en grupos y partidos, algunos de ellos decían: “Que sea creado”, mientras que otros instaban: “Que no sea creado”». Así está escrito: «Jesed [Bondad] y la Verdad lucharon juntos, la Rectitud y la Paz combatieron entre sí» (he). Chesed dijo: 'Que sea creado, porque dispensará actos de amor'; Verdad dijo: 'Que no sea creado, porque está compuesto de falsedad'; Rectitud dijo: 'Que sea creado, porque realizará actos rectos'; Paz dijo: 'Que no sea creado, porque está lleno de contienda' 
.
Juan Calvino resume el mensaje del Salmo 85 de la siguiente manera. Después de que el pueblo de Dios regresara del cautiverio babilónico sufría nuevas aflicciones. La voz del pueblo en el salmo clama a Dios por su liberación por tres motivos: en primer lugar, como continuación de la gracia de Dios al traer al pueblo de vuelta del cautiverio; en segundo lugar, en vista del largo período de su sufrimiento; y, por último, con esperanza y confianza en las promesas de Dios para su bendición. En este último punto, Calvino conecta la restauración de Israel con el futuro reino de Cristo.

## Texto
La siguiente tabla muestra el texto en hebreo del salmo con vocales, junto con el texto en griego koiné en la Septuaginta y la traducción al español de la Biblia del Rey Jacobo. Tenga en cuenta que el significado puede diferir ligeramente entre estas versiones, ya que la Septuaginta y el texto masorético provienen de tradiciones textuales diferentes.  En la Septuaginta, este salmo está numerado como Salmo 84.
La siguiente tabla muestra el texto hebreo del Salmo con vocales junto a una traducción al inglés basada en la traducción de la Jewish Publication Society of America Version (ahora en el dominio público).
| #      | Hebreo                                                                     | Español | Griego |
| ------ | -------------------------------------------------------------------------- | --- | --- |
| [ 18 ] | לַמְנַצֵּ֬חַ ׀ לִבְנֵי־קֹ֬רַח מִזְמֽוֹר׃                                                    | (Al músico principal, salmo para los hijos de Coré).                                                                    | Εἰς τὸ τέλος· τοῖς υἱοῖς Κορὲ ψαλμός. - |
| 1      | רָצִ֣יתָ יְהֹוָ֣ה אַרְצֶ֑ךָ שַׁ֝֗בְתָּ (שבות) [שְׁבִ֣ית] יַעֲקֹֽב׃                                     | Señor, has sido favorable a tu tierra; has traído de vuelta a los cautivos de Jacob.                                    | ΕΥΔΟΚΗΣΑΣ, Κύριε, τὴν γῆν σου, ἀπέστρεψας τὴν αἰχμαλωσίαν ᾿Ιακώβ·                                                                                          |
| 2      | נָ֭שָׂאתָ עֲוֺ֣ן עַמֶּ֑ךָ כִּסִּ֖יתָ כׇל־חַטָּאתָ֣ם סֶֽלָה׃                                            | Has perdonado la iniquidad de tu pueblo, has cubierto todos sus pecados. Selah.                                         | ἀφῆκας τὰς ἀνομίας τῷ λαῷ σου, ἐκάλυψας πάσας τὰς ἁμαρτίας αὐτῶν. (διάψαλμα).                                                                              |
| 3      | אָסַ֥פְתָּ כׇל־עֶבְרָתֶ֑ךָ הֱ֝שִׁיב֗וֹתָ מֵחֲר֥וֹן אַפֶּֽךָ׃                                            | Has quitado toda tu ira; has apartado tu furor.                                                                         | κατέπαυσας πᾶσαν τὴν ὀργήν σου, ἀπέστρεψας ἀπὸ ὀργῆς θυμοῦ σου.                                                                                            |
| 4      | שׁ֭וּבֵנוּ אֱלֹהֵ֣י יִשְׁעֵ֑נוּ וְהָפֵ֖ר כַּעַסְךָ֣ עִמָּֽנוּ׃                                           | Vuélvenos, oh Dios de nuestra salvación, y haz que tu ira contra nosotros cese.                                         | ἐπίστρεψον ἡμᾶς, ὁ Θεὸς τῶν σωτηρίων ἡμῶν, καὶ ἀπόστρεψον τὸν θυμόν σου ἀφ᾿ ἡμῶν.                                                                          |
| 5      | הַלְעוֹלָ֥ם תֶּאֱנַף־בָּ֑נוּ תִּמְשֹׁ֥ךְ אַ֝פְּךָ֗ לְדֹ֣ר וָדֹֽר׃                                          | ¿Estarás enojado con nosotros para siempre? ¿Extenderás tu ira a todas las generaciones?                                | μὴ εἰς τοὺς αἰῶνας ὀργισθῇς ἡμῖν; ἢ διατενεῖς τὴν ὀργήν σου ἀπὸ γενεᾶς εἰς γενεάν;                                                                         |
| 6      | הֲֽלֹא־אַ֭תָּה תָּשׁ֣וּב תְּחַיֵּ֑נוּ וְ֝עַמְּךָ֗ יִשְׂמְחוּ־בָֽךְ׃                                          | ¿No nos revivirás otra vez, para que tu pueblo se regocije en ti?                                                       | ὁ Θεός, σὺ ἐπιστρέψας ζωώσεις ἡμᾶς, καὶ ὁ λαός σου εὐφρανθήσεται ἐπὶ σοί.                                                                                  |
| 7      | הַרְאֵ֣נוּ יְהֹוָ֣ה חַסְדֶּ֑ךָ וְ֝יֶשְׁעֲךָ֗ תִּתֶּן־לָֽנוּ׃                                             | Muéstranos tu misericordia, oh Señor, y concédenos tu salvación.                                                        | δεῖξον ἡμῖν, Κύριε, τὸ ἔλεός σου καὶ τὸ σωτήριόν σου δῴης ἡμῖν.                                                                                            |
| 8      | אֶשְׁמְעָ֗ה מַה־יְדַבֵּר֮ הָאֵ֢ל ׀ יְ֫הֹוָ֥ה כִּ֤י ׀ יְדַבֵּ֬ר שָׁל֗וֹם אֶל־עַמּ֥וֹ וְאֶל־חֲסִידָ֑יו וְאַל־יָשׁ֥וּבוּ לְכִסְלָֽה׃ | Escucharé lo que Dios, el Señor, dirá, porque hablará paz a su pueblo y a sus santos, pero que no vuelvan a la necedad. | ἀκούσομαι τί λαλήσει ἐν ἐμοὶ Κύριος ὁ Θεός, ὅτι λαλήσει εἰρήνην ἐπὶ τὸν λαὸν αὐτοῦ καὶ ἐπὶ τοὺς ὁσίους αὐτοῦ καὶ ἐπὶ τοὺς ἐπιστρέφοντας καρδίαν ἐπ᾿ αὐτόν. |
| 9      | אַ֤ךְ קָר֣וֹב לִירֵאָ֣יו יִשְׁע֑וֹ לִשְׁכֹּ֖ן כָּב֣וֹד בְּאַרְצֵֽנוּ׃                                      | Ciertamente, su salvación está cerca de los que le temen, para que su gloria more en nuestra tierra.                    | πλὴν ἐγγὺς τῶν φοβουμένων αὐτὸν τὸ σωτήριον αὐτοῦ τοῦ κατασκηνῶσαι δόξαν ἐν τῇ γῇ ἡμῶν.                                                                    |
| 10     | חֶסֶד־וֶאֱמֶ֥ת נִפְגָּ֑שׁוּ צֶ֖דֶק וְשָׁל֣וֹם נָשָֽׁקוּ׃                                             | La misericordia y la verdad se han encontrado; la justicia y la paz se han besado.                                      | ἔλεος καὶ ἀλήθεια συνήντησαν, δικαιοσύνη καὶ εἰρήνη κατεφίλησαν·                                                                                           |
| 11     | אֱ֭מֶת מֵאֶ֣רֶץ תִּצְמָ֑ח וְ֝צֶ֗דֶק מִשָּׁמַ֥יִם נִשְׁקָֽף׃                                             | La verdad brotará de la tierra, y la justicia mirará desde los cielos.                                                  | ἀλήθεια ἐκ τῆς γῆς ἀνέτειλε, καὶ δικαιοσύνη ἐκ τοῦ οὐρανοῦ διέκυψε.                                                                                        |
| 12     | גַּם־יְ֭הֹוָה יִתֵּ֣ן הַטּ֑וֹב וְ֝אַרְצֵ֗נוּ תִּתֵּ֥ן יְבוּלָֽהּ׃                                         | Sí, el Señor dará lo bueno, y nuestra tierra dará su fruto.                                                             | καὶ γὰρ ὁ Κύριος δώσει χρηστότητα, καὶ ἡ γῆ ἡμῶν δώσει τὸν καρπὸν αὐτῆς·                                                                                   |
| 13     | צֶ֭דֶק לְפָנָ֣יו יְהַלֵּ֑ךְ וְיָשֵׂ֖ם לְדֶ֣רֶךְ פְּעָמָֽיו׃                                            | La justicia irá delante de él, y nos pondrá en el camino de sus pasos.                                                  | δικαιοσύνη ἐναντίον αὐτοῦ προπορεύσεται καὶ θήσει εἰς ὁδὸν τὰ διαβήματα αὐτοῦ.                                                                             |

## Comentarios

### De la Iglesia católica

#### A todo el salmo
El salmo 85 retoma la confianza en la bondad de Dios expresada al final del salmo anterior ([[Salmo 84|Salmo 84,12), pero ahora desde una súplica colectiva en tiempos de aflicción. Se inicia recordando la fidelidad de Dios en el pasado y se implora que vuelva a mostrarla en el presente. Luego, el propio Dios promete restauración cercana. El salmista confía plenamente en que el Señor concederá perdón y cumplirá sus promesas, lo que llevará al pueblo a responder con obras justas.
Esta unión entre la misericordia y la fidelidad de Dios alcanza su plenitud en Jesucristo. En Él se revela el perdón divino y se cumplen las promesas hechas al pueblo. El apóstol Juan lo resume diciendo que el Verbo hecho carne está lleno de "gracia y verdad" (Jn 1,14), expresión que refleja esas mismas cualidades. Teodoreto de Ciro también ve en Cristo la bendición definitiva para la tierra.

Le otorga esa bendición egregia que consiste en la Encarnación de su Hijo, con la cual el Padre anula aquella otra maldición del Génesis (cfr Gn 3,17), y muestra que cualquier tristeza ha llegado a su fin, que toda la creación queda renovada.

#### A los versículos 2-10
Los primeros versículos del Salmo 85 parecen aludir al regreso del exilio en Babilonia. De hecho, la frase “has hecho volver a los cautivos de Jacob” puede entenderse literalmente como el retorno de los deportados. Las expresiones “tu tierra” y “nuestra tierra”, al inicio y al final del salmo, enmarcan el mensaje central: la tierra es un don que Dios ha devuelto a su pueblo como signo de perdón. Sin embargo, tras el regreso del exilio, no todo fue fácil. Las dificultades, como la sequía mencionada en el Hageo 1,6-11, pueden haber motivado esta súplica apremiante, parecida a la del Salmo 77,8-10. En la liturgia de la Iglesia, el versículo 8 se utiliza como invitación a la oración, resaltando su carácter de clamor confiado.
El salmo también contiene una promesa: Dios anuncia, a través del salmista, un futuro de paz y bienestar para los que son fieles y colaboran en la reconstrucción del Templo. La advertencia final —“con tal de que no retornen a la necedad”— puede leerse, según la traducción de los Setenta y la Neovulgata, como una llamada a la conversión sincera: “a los que se convierten de corazón”.

#### A los versículos 11-14
En los versículos finales del Salmo 85, el salmista utiliza una imagen agrícola: la tierra fecundada por la lluvia produce fruto. Con esta figura expresa cómo la salvación nace del encuentro entre dos realidades: la misericordia de Dios que baja del cielo y la fidelidad que se vive en la tierra. El perdón —llamado aquí "justicia"— desciende desde lo alto, mientras que la "fidelidad y la paz" brotan como fruto del compromiso del pueblo con Dios. Es una de las imágenes más profundas y hermosas de la acción divina en la Escritura: un Dios que perdona desde lo alto, y un pueblo que responde con una vida renovada y fiel.

El pueblo de la Antigua Alianza conoció esta miseria [del pecado] desde los tiempos del éxodo, cuando levantó el becerro de oro. Sobre este gesto de ruptura de la alianza triunfó el Señor mismo, manifestándose solemnemente a Moisés como “Dios de ternura y de gracia, lento a la ira y rico en misericordia y fidelidad” (Ex 34,6). Es en esta revelación central donde el pueblo elegido y cada uno de sus miembros encontrarán, después de toda culpa, la fuerza y la razón para dirigirse al Señor con el fin de recordarle lo que Él exactamente había revelado de Sí mismo y para implorar su perdón. Y así, tanto en sus hechos como en sus palabras, el Señor ha revelado su misericordia desde los comienzos del pueblo que escogió para Sí y, a lo largo de la historia, este pueblo se ha confiado continuamente, tanto en las desgracias como en la toma de conciencia de su pecado, al Dios de las misericordias. Todos los matices del amor se manifiestan en la misericordia del Señor para con los suyos.

Ciertamente la verdad y la misericordia se besaron mediante la verdad que trajo al mundo la siempre Virgen Madre de Dios.

## Usos

### En el judaísmo
En la tradición sefardí, el Salmo 85 se recita después del Kaddish (Titkabel) durante el servicio de la tarde en la víspera de Yom Kippur. Los judíos sefardíes también recitan este salmo junto con muchos otros en el mismo Yom Kippur.
Los Versículos 5 y 8 (en hebreo) forman parte de Selichot; Versículo 8 también se recita durante el servicio matutino en Pesukei Dezimra.
El Salmo 85 se recita para expresar gratitud, como plegaria por el sustento y como plegaria por ayuda en tiempos de necesidad.

### En el catolicismo
El comienzo del Salmo 85 se recomienda como introito o antífona para Misa el Domingo de Gaudete, tercer domingo de Adviento.
Este salmo se reza en la hora de Laudes de la Liturgia de las horas los martes de la tercera semana. Para facilitar la comprensión se le asigna a cada salmo un título en rojo (rúbrica) que no forma parte del salmo. El título del Salmo 85 es Nuestra salvación está cerca.
El Versículo «Muéstranos, Señor, tu misericordia». (Latín: «Óstende nobis, Dómine, misericórdiam tuam) se dice hacia el final de las Oraciones al pie del altar en la Misa tridentina, también llamada Forma extraordinaria.

### Libro de Oración Común
En el Libro de Oración Común'] de la Iglesia de Inglaterra, este salmo está designado para ser leído en la tarde del día 16 del mes, así como en los maitines del día de Navidad.

## Himnos y composiciones musicales
Paul Gerhardt parafraseó el Salmo 85 en un himno, «Herr, der du vormals hast dein Land», que forma parte del himnario protestante alemán Evangelisches Gesangbuch como EG 283.
Heinrich Schütz estableció una versión metrada alemana en el Becker Psalter, publicado en 1628, Herr, der du vormals gnädig warst (Señor, tú que fuiste misericordioso antes), SWV 182.
En 1681/2, Marc-Antoine Charpentier compuso un « “”Benedixisti Domine“”, H.181, para 3 voces, 2 instrumentos agudos y continuo.
Temas de los Versículos 9 a 11 fueron parafraseados en «The Lord will come and not be slow», un himno de John Milton.

## Las Cuatro Virtudes
En el Versículo 10 de la King James Version, las virtudes se describen como encontrándose: «La misericordia y la verdad se han encontrado; la justicia y la paz se han besado», en imágenes eróticas, que se convirtieron en un tema popular para las obras de arte desde la Edad Media hasta el siglo XVIII. Entre ellos figuran cuadros de Tiepolo, Lanfranco, Pompeo Batoni, Nicolas Prévost y Laurent de La Hyre. En 2003, el artista estadounidense John August Swanson realizó la obra Salmo 85. El Versículo también fue grabado en una tiara papal que Napoleón regaló al Papa Pío VII.
Las cuatro virtudes, Misericordia, Verdad, Rectitud (o Justicia) y Paz, son alegorizadas como Cuatro Hijas de Dios. El salmo también se ha citado en movimientos no violentos, por ejemplo en un documento de 1993 de obispos católicos de Estados Unidos, por su Versículo «porque él hablará paz a su pueblo».

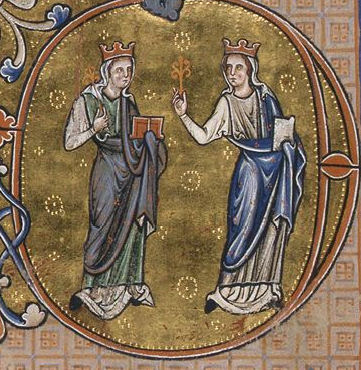
Misericordia y Verdad, siglo XIII
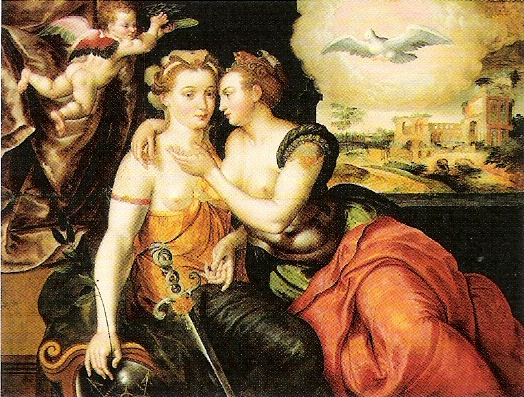
El beso de la justicia y la paz, Amberes, c. 1580
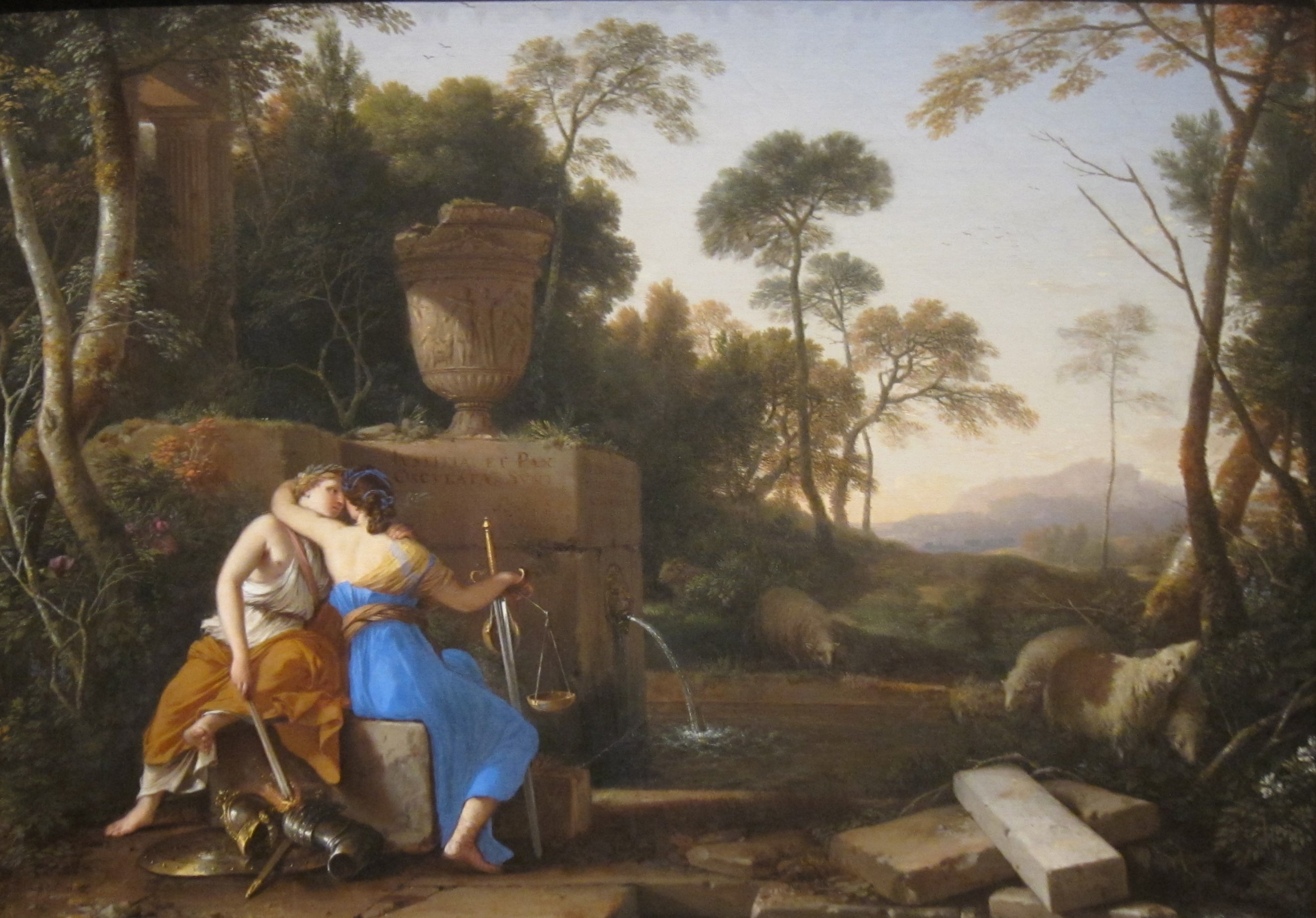
El beso de la paz y la justicia de Laurent de La Hyre, 1654
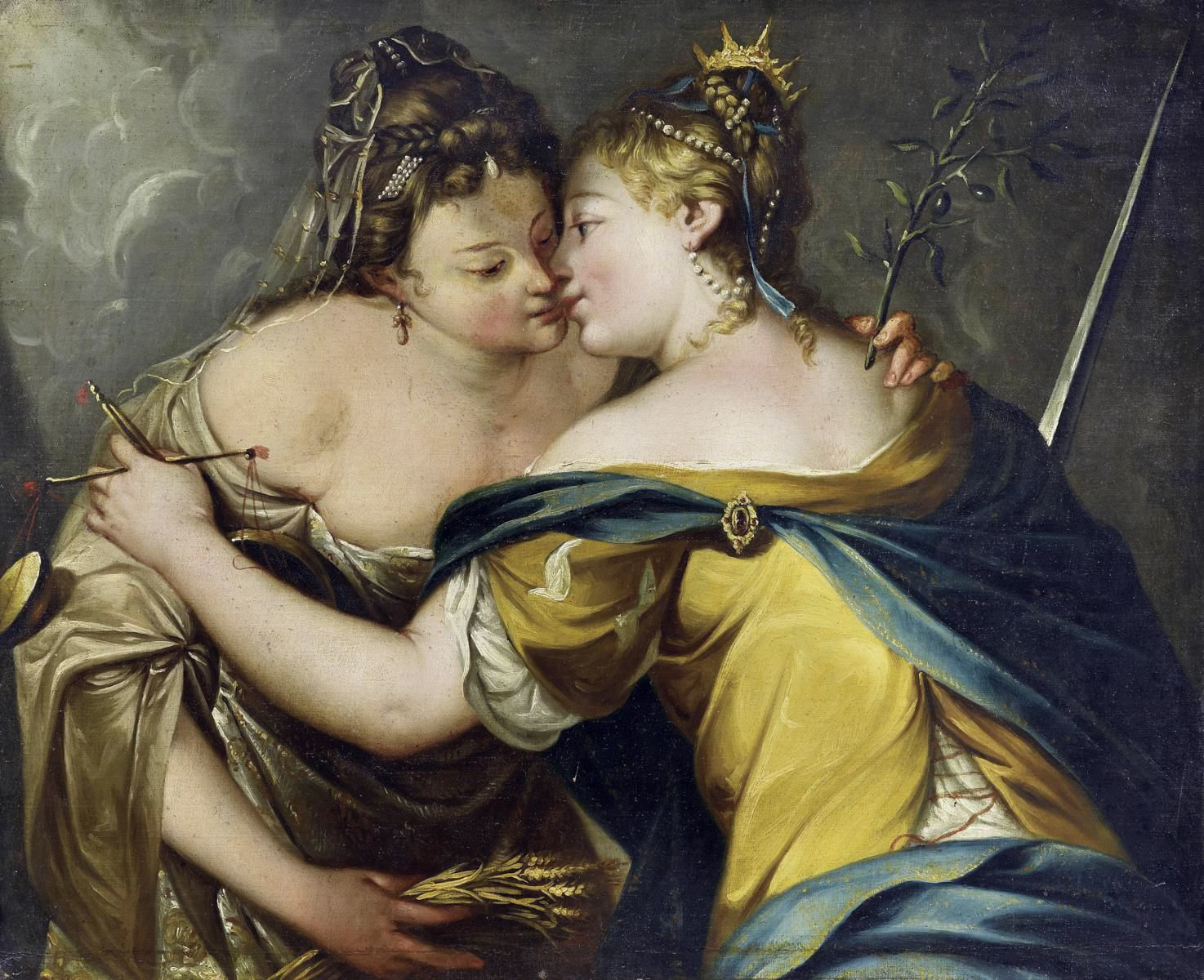
Justicia y Paz por Tiepolo, siglo XVIII